# The Black Keys
The Black Keys són un duo de blues-rock estatunidenc format per Dan Auerbach i Patrick Carney a la ciutat d'Akron (Ohio) l'any 2001. El duo va començar com un grup independent, gravant i produint la seva pròpia música en garatges, abans d'emergir com un dels grups de rock garatge més popoulars durant la segona onada a partir de l'any 2010s. La cruesa del rock blues de la formació es dibuixa amb duresa gràcies a la influència del seu cantant, Dan Auerbach, qui està influenciat pels blusers Junior Kimbrough, Howlin' Wolf, i Robert Johnson.
Amics des de la infantesa, Auerbach i Carney fundaren el grup després de deixar la universitat. Després de cantar per al segell indie, realitzaren el seu debut amb l'àlbum, The Big Come Up (2002), el qual els va donar peu per a gravar amb Fat Possum Records. Amb la nova dècada, The Black Keys construir una massa de fans de la cultura alternativa gràcies a les seues gires en petits locals, durant promocions de l'àlbum i en alguns festivals. El seu tercer àlbum, Rubber Factory (2004), va rebre una crítica positiva i estimulà al grup en la confecció d'un perfil característic, i que amb el temps es guiaren amb Nonesuch Records in 2006. Després d'una autoproducció i gravació dels quatre primers àlbums en improvisats estudis, el duo va gravar el seu cinquè àlbum, Attack & Release (2008), en un estudi professional i contractà al productor Danger Mouse, un freqüent col·laborador amb la formació.
L'exitós àlbum Brothers (2010) els va llançar a la fama definitivament, amb el popular single "Tighten Up", i amb el qual guanyaren tres Grammy Awards. La formació va seguir amb El Camino (2011), el qual va rebre crítiques positives i es col·locà el número dos de la llista Billboard. L'àlbum i la seva cançó més famosa "Lonely Boy" guanyaren tres Grammy Awards. En 2014, llançaren a la llum el seu vuitè àlbum, Turn Blue, el seu primer número en USA, Canadà, i Austràlia. Van retornar a l'escena musical l'any 2019 amb el disc Let's Rock.

## Història

### Els orígens
El guitarrista i vocalista Dan Auerbach i el bateria Patrick Carney es conegueren per primera vegada quan encara eren uns xiquets mentre vivien al mateix barri, a Akron (Ohio). Auerbach i Carney venien tenien familiars que s'havien dedicat a la música. Per exemple, Auerbach era el cosí segon del guitarrist Robert Quine, un avançant del rock experimental de Nova York. Carney, per la seua banda, era el nebot del saxofonista Ralph Carney, que va tocar diverses vegades en alguns àlbums de Tom Waits. Mentre assistien al Firestone High School, va ser amics, tot i que ells tenien camins diferents, Auerbach era el capità de l'equip del futbol de l'institut, mentre que Carney era un marginat. Animats pels seus germans, el duo va començar a tocar improvisadament en 1996, mentre Auerbach estava aprenent a tocar la guitarra, Carney tenia un aparell per gravar i una bateria. Després de graduar-se, molt breument anaren a la Universitat d'Akron abans d'abandonar-la.

### Formació,The Big Come UpiThickfreakness(2001–2003)
Auerbach sí que va realitzar alguns concerts en petits pubs a Akron, però es va adonar que no seria contractat per a altres concerts en altres ciutats sense almenys maqueta (música). Per a gravar-ne, li va demanar ajuda a Carney, qui va acceptar proveir-li l'equip de gravació i li va prestar el seu garatge perquè reunira altres músics. Tanmateix, cap membre de la formació d'Auerbach es va presentar el dia de la gravació. Aleshores, Carney i Auerbach improvisaren, quan finalment a mitjans de l'any 2001 formaren un duo. Junts gravaren una maqueta de sis cançons les quals consistiren en ritmes blusers i lletres que anaven creant-se sobre la marxa, tot això amb un equipament mínim. Després d'enviar a una dotzena de discogràfiques, van rebre una oferta l'any 2002 d'una petita discogràfica independent anomenada Alive arrelada a Los Angeles, i van ser contractats "essent l'única discogràfica que signaria sense haver-los vist abans".
D'acord amb una entrevista en el programa de ràdio Fresh Air de l'emissora NPR, el nom del grup "The Black Keys" estava inspirat en un artista al qual l'havien diagnosticat esquizofrènia, Alfred McMoore, i que els dos músics coneixien; ell deixava missatges incoherents en els seus contestadors tot referint-se als seus pares com les "les tecles negres" com per exemple "Re major" quan ell estava molest amb ells. El 20 de març de 2002, van tocar el seu primer concert al Beachland Ballroom and Tavern de Cleveland on hi havia aproximadament vuit persones. L'àlbum de debut de la formació, The Big Come Up, va ser gravat en la seua totalitat al garatge de Carney en un cartutx de vuit pistes en lo-fi i sortí publicat en maig de 2002, tres mesos després de signar amb. L'àlbum, una mescla de vuit cançons originals i cinc versions, forjat amb rock blues cru; les versiones inclouen a músics com Muddy Waters, Junior Kimbrough, i R. L. Burnside; una cançó de blues tradicional de Taj Mahal "Leavin' Trunk" i una versió de la cançó dels The Beatles "She Said, She Said". Ambdós van ser publicades com a senzill als estudis d'Isota Records. La cançó "I'll Be Your Man" seria utilitzada més tard com la cançó per a la sèrie de televisió Hung de la cadena HBO. Per tal de finançar-se un tour, Auerbach i Carney treballaren com a tallagespa. Malgrat les modestes ventes de The Big Come Up, guanyaren fans i les seues cançons arribaren a rebre alguns bones crítiques. Finalment, arribaren a un acord amb la Fat Possum Records.
Als pocs dies de la signatura a Fat Possum, els Black Keys van completar el seu segon àlbum, Thickfreakness. Es va gravar en el garatge de Carney en un senzill de 14 hores en desembre de 2002. El grup havia gravat sessions amb el productor Jeff Saltzman a San Francisco però finalment es va denegar, tot i que ells estaven molestos els resultats sonaven massa a música moderna. En març de 2003, el grup tocà en els seus primers festivals com el South by Southwest a Austin, Texas, després deconduir al voltant de 24 hores des d'Akron. De la mateix manera que van fer al festival, Carney i Auerbach van passar els seus primers dies de gira conduint-se de la mostra per mostrar-se en una furgoneta de Chrysler de 1994 que van sobrenomenar el "Fantasma Gris".
Thickfreakness va ser publicar el 8 d'abril de 2003 i va rebre crítiques positives. El disc contenia tres senzills: "Set You Free", "Hard Row", i "Have Love, Will Travel", una versió de Richard Berry. Les altres versions eren Junior Kimbrough: "Everywhere I Go". La revista Time més tard va concloure que Thickfreakness era el tercer millor disc 2003. Aquell any, el duo va rebre una suculenta oferta de ₤200,000 de llicència musical perquè una de les seues cançons fossi utilitzada en una anunci de maonesa anglesa. Segons el suggeriment del seu gerent, van rebutjar l'oferta per por de ser percebuts com a "venuts" i d'allunyar-se de la seva base de fans. La formació va fer una gira durant el 2003 fora dels EUA i obrint els concerts de Sleater-Kinney, Beck Hansen, i Dashboard Confessional. Tanmateix, el cansament s'havia instal·lat a finals d'any, tot forçant la cancel·lació de la gira europea. En agost el grup va fer la seua primera aparició televisiva en el Late Night with Conan O'Brien i tocaren al Reading and Leeds Festivals. Com els The White Stripes, van començar a guanyar popularitat, ja que sovint eren comparats: eren un duo, tocaven ritmes blusers, venien del Midwest i els noms dels grups contenien color. En setembre, els Black Keys publicaren un EP amb els The Six Parts Seven titulat The Six Parts Seven/The Black Keys EP, que contenia una cançó dels The Six Parts Seven i tres cançons dels Black Keys.

### Rubber Factory,Magic Potioni altres gravacions (2004–2007)
The Black Keys va gravar un EP titled The Moan el 19 de gener 19 de 2004, on versionen "Have Love Will Travel", un versió alternativa de "Heavy Soul", i dos versions més. El grup es va autofinançar mitjançant la venta dels discos o amb allò que guanyava en les actuacions en la ràdio, però guanyaven massa diners. Havien de recuperar 3.000 dòlars de les gires europees. Frustrats per la falta d'èxit, el grup va anar cedint els seus drets a marques comercials, com feren amb la cançó "Set you free". Va ser la primera d'una sèrie de més de 300 cançons cedits en programes de televisió, pel·lícules, anuncis de televisió i videojocs. La formació va tocar en festivals de música de renom durant la primer meitat del 2004, tot incloent Coachella i el Bonnaroo.

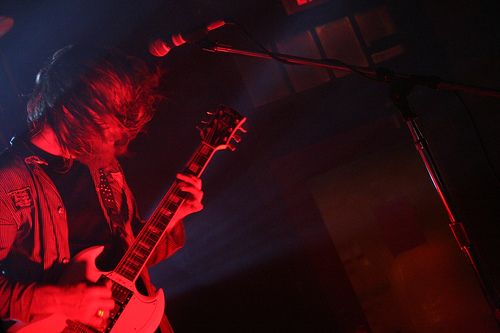
Auerbach amb The Black Keys en desembre del 2006

Per al tercer àlbum, Rubber Factory, la formació es va veure obligada a trobar un nou lloc de gravació, ja que l'edifici que albergava el seu estudi del soterrani va ser venut pel seu propietari. Ells van crear un improvisat estudi en un fàbrica de pneumàtics d'Akron, i van gravar des de gener fins a maig del 2004. L'àlbum va eixir la venda el 7 de setembre del 2004, i es va convertir en el primer disc del grup que es va incorporar a les de la Billboard 200 dels EUA, tot aconseguint el lloc número 143. Rubber Factory va rebre bones crítiques i va ser nomenat un dels millors àlbums de l'any per Entertainment Weekly i The New Yorker. Van sortir dos senzills, "10 A.M. Automatic" i la doble cara A "'Till I Get My Way/Girl Is on My Mind". El còmic David Cross va dirigir el videoclip de "10 A.M. Automatic". El duet va promocionar l'àlbum a través de gires arreu d'Amèrica del Nord, Europa, i Austràlia. En 2005 la formació va publicar el seu primer àlbum en directe, Live, gravat al The Metro Theatre a Sydney, Austràlia el 18 de març 18. En juliol, van tocar al festival de música de Lollapalooza.
El 2 de maig del 2006, el grup va publicar Chulahoma: The Songs of Junior Kimbrough, un àlbum de sis cançons amb versions de cançons del bluser Junior Kimbrough. Va ser l'últim disc que van gravar amb el segell independent de Fat Possum. Havent complert el seu contracte de dos àlbums, la formació va signar amb la discogràfica Nonesuch Records. Cap a finals d'aquell mateix mes de maig, va eixir al mercat el seu segon àlbum en directe, Live in Austin, TX—més conegut com Thickfreakness in Austin—gravat l'any 2003. Malgrat tindre els recursos suficients amb una gran discogràfica, va decidir retornar a gravar en el garatge del bateria Carney per al seu quart àlbum d'estudi, Magic Potion. Publicat el 12 de setembre del 2006, l'àlbum era el primer gravat amb Nonesuch Records, a més de ser el primer àlbum en què totes les cançons eren originals. Tres senzills es van publicar primer: "You're the One", "Your Touch", and "Just Got to Be". Per a donar suport a Magic Potion, la formació es va embarcar en la seva gira més gran fins a aquest punt, actuant en grans teatres i sales de 1.000 localitats. També van gravar versions com "The Wicked Messenger" per al film I'm Not There i "If You Ever Slip" per a la formació sonora de The Hottest State.

### Attack & Releasei projectes paral·lels (2007–2009)

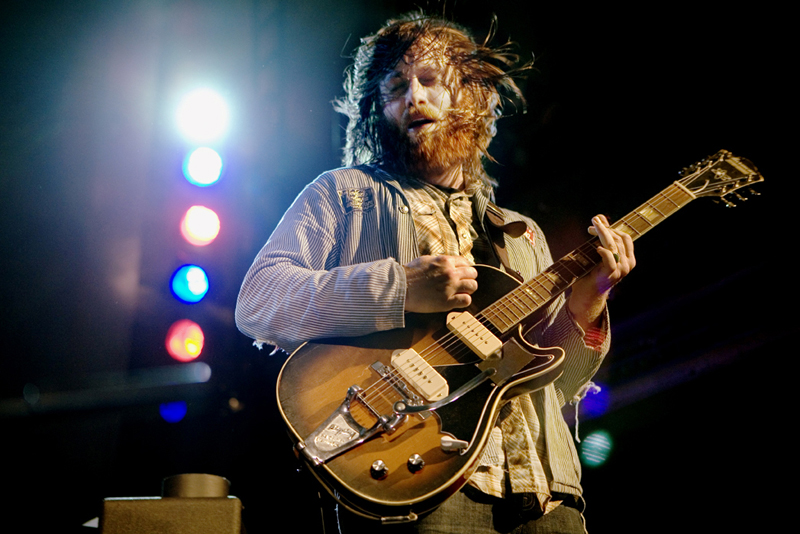
Auerbach performing with the Black Keys in East London in March 2008

El 2007, el productor Danger Mouse va començar a treballar en un disc per a Ike Turner i va demanar als Black Keys que escriviren algunes cançons per al projecte. La col·laboració finalment va fracassar, i Turner va morir el desembre de 2007. El duet va decidir convertir el material que havien escrit en el seu cinquè àlbum d'estudi, Attack & Release, i van demanar a Danger Mouse que produira el registre. Les sessions van veure com la formació es va allunyar del seu ethos "casual" a la creació de discos; no només era la primera vegada que la formació completava un àlbum en un estudi professional, sinó també era la primera vegada que contractaven un productor extern per treballar en un disc. Danger Mouse va complementar el so de la formació amb flors instrumentals i valors de producció més polits. Llançat l'1 d'abril de 2008, Attack & Release va debutar al número 14 del Billboard 200. Quatre singles van ser publicats: "Strange Times", "I Got Mine", "Oceans and Streams", and "Same Old Thing". "Strange Times" ixen en el joc del Grand Theft Auto IV i el NASCAR 09. "I Got Mine" va ser usat en una sèrie policíaca canadenca The Bridge. La cançó va ascendir al número 23 en Rolling Stone's de la llista de les 100 millors cançons del 2008.
El 17 d'octubre de 2008, The Black Keys va ser un acte d'obertura per a la formació de la zona d'Akron Devo en un concert benèfic especial al Akron Civic Theatre per al candidat presidencial Barack Obama. Chrissie Hynde de la Pretenders, també nadiu d'Akron i graduada de Firestone High School, va seguir el seu conjunt. In November, they toured through Europe together with Liam Finn. That month, the group released the concert video Live at the Crystal Ballroom, which was filmed on April 4, 2008, at the group's show at Crystal Ballroom in Portland, Oregon. The video was produced by Lance Bangs.

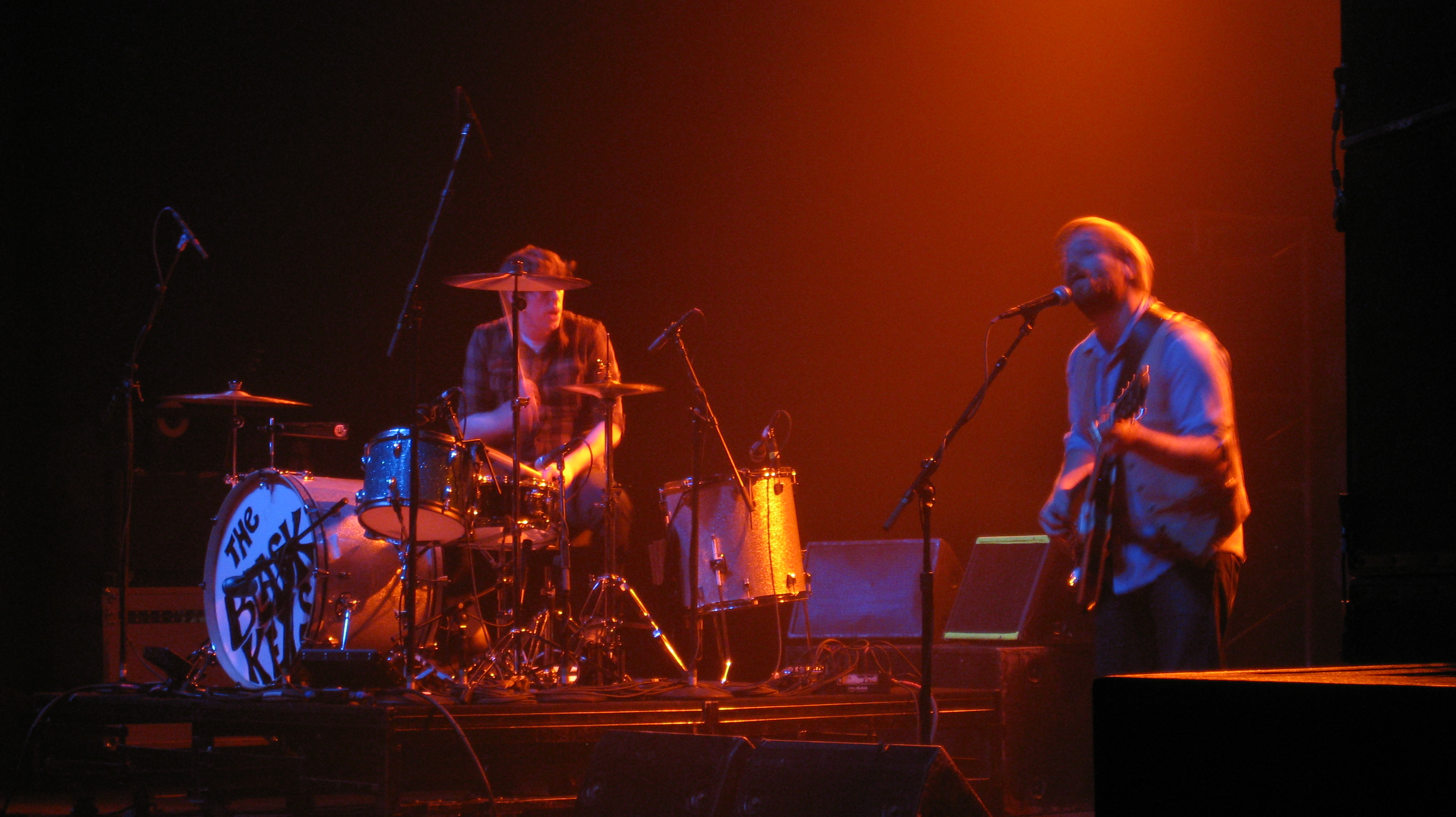
The Black Keys performing at The Agora in January 2009

Les tensions van créixer dins de la formació el 2009. Abans del divorci de Carney de la seva dona Denise Grollmus, a Auerbach li costava cada cop més comunicar-se amb el bateria a causa de la seva antipatia per Grollmus. Auerbach va dir: "La vaig odiar molt des del principi i no volia tenir res a veure amb ella". Al febrer, Auerbach va llançar el seu àlbum debut en solitari, Keep It Hid. Carney, que va afirmar que Auerbach no li va parlar del projecte secundari, es va sentir traït. Posteriorment Carney va formar la formació indie Drummer, amb la qual va tocar el baix. El grup va llançar el seu àlbum debut Feel Good Together el 29 de setembre de 2009.
Els The Black Keys es conciliaren un any després. El 6 de juny del 2009, van tocar amb the Roots, TV on the Radio, Public Enemy, Antibalas, i altres durant el 2nd Annual Roots Picnic on the Festival Pier in Filadèlfia. També participaren en el 9th annual Independent Music Awards com a jurat per ajudar en la carrera dels músics independents.
Blakroc, un àlbum col·laboratiu entre els Black Keys i una sèrie de cantants de hip hop, va ser llançat el 2009 durant Black Friday. Els projecte va tindre el suport de Damon Dash, qui és un gran seguidor de la formació. En l'àlbum apareixen rapers com Mos Def, Ludacris, RZA, Raekwon, Pharoahe Monch, Q-Tip, NOE, Jim Jones, Nicole Wray, M.O.P., i Ol' Dirty Bastard. L'àlbum es va gravar a Brooklyn, amb el productor Joel Hamilton en el Studio G. Auerbach va dir que "Pat and jo ens havíem estat preparant per aquest àlbum des que teníem 16 anys."

### Brothersi el salt comercial (2010–2011)

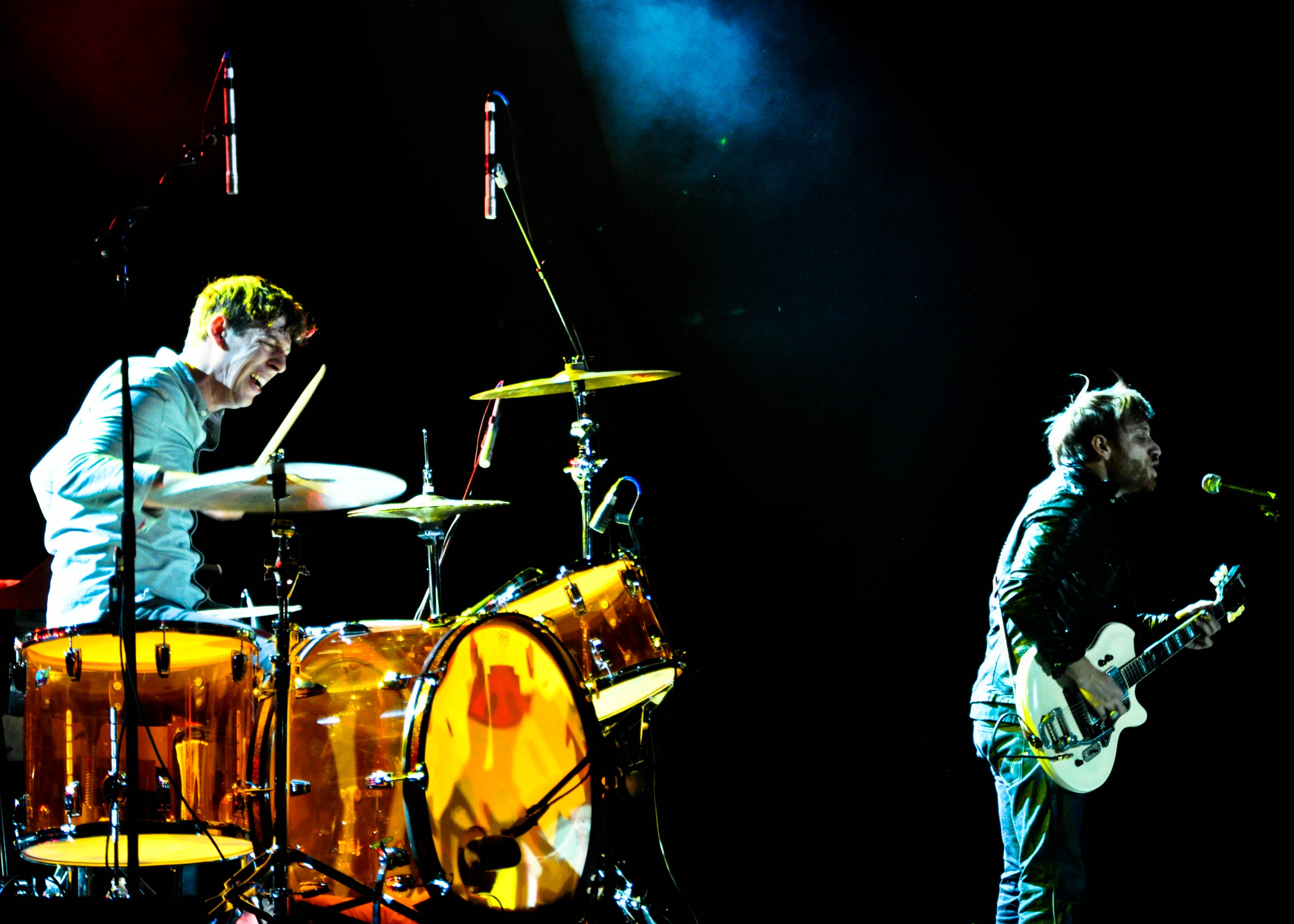
The Black Keys performing in February 2010, three months before the release of their breakthrough album Brothers

Auerbach i Carney es van traslladar a Nashville el 2010, on van establir un estudi al centre de la ciutat.
El sisè àlbum d'estudi del grup, Brothers, va ser llançat el 18 de maig de 2010. Gravat principalment a Muscle Shoals Sound Studio, l'àlbum va ser produït pels Black Keys i Mark Neill, i va ser mesclat per Tchad Blake. La cançó "Tighten Up", l'única pista de l'àlbum produïda per Danger Mouse, va precedir l'àlbum com a senzill principal. La cançó es va convertir en el seu senzill més reeixit fins a aquest moment, passant 10 setmanes al número u de la llista Alternative Songs i es va convertir en el primer senzill del grup al Billboard Hot 100, arribant al número 87. The song also reached gold certification status. El videoclip de "Tighten Up", dirigit per Chris Marrs Piliero, va guanyar el MTV Video Music Award 2010 per Breakthrough Video. Brothers va vendre més de 73.000 còpies als Estats Units durant la seva primera setmana i va assolir el tercer lloc del Billboard 200, la seva millor actuació a la llista fins aquell moment. En total, la cançó va vendre 1.5 milió de còpies, including 870,000 copies in the US, i va ser cetificat doble-platinum in Canada, platinum en US, i l'or en Regne Unit.
La formació va continuar guanyant exposició a través de la contínua llicència de cançons, tant que van ser la formació amb més llicència de l'any de Warner Bros. Records. Rolling Stone va situar Brothers al número dos de la seva llista dels millors àlbums del 2010 i "Everlasting Light" al número 11 de la llista de les millors cançons de l'any. Spin va nomenar els Black Keys com a "Artista de l'any" del 2010. El 8 de gener de 2011 la formació va aparèixer com a convidada musical al programa de comèdia de la televisió nord-americana Saturday Night Live. A la 53a edició dels premis Grammy, Brothers i les seves cançons van guanyar premis en tres de les cinc categories a les quals van ser nominats; la formació va rebre honors pel Millor Àlbum de Música Alternativa (per Brothers) i Millor Interpretació de Rock per un duo o grup amb veu (per "Tighten Up"), mentre que Michael Carney, el director creatiu de la formació i germà de Patrick, va guanyar el Millor gravació Package per dissenyar l'art de l'àlbum.

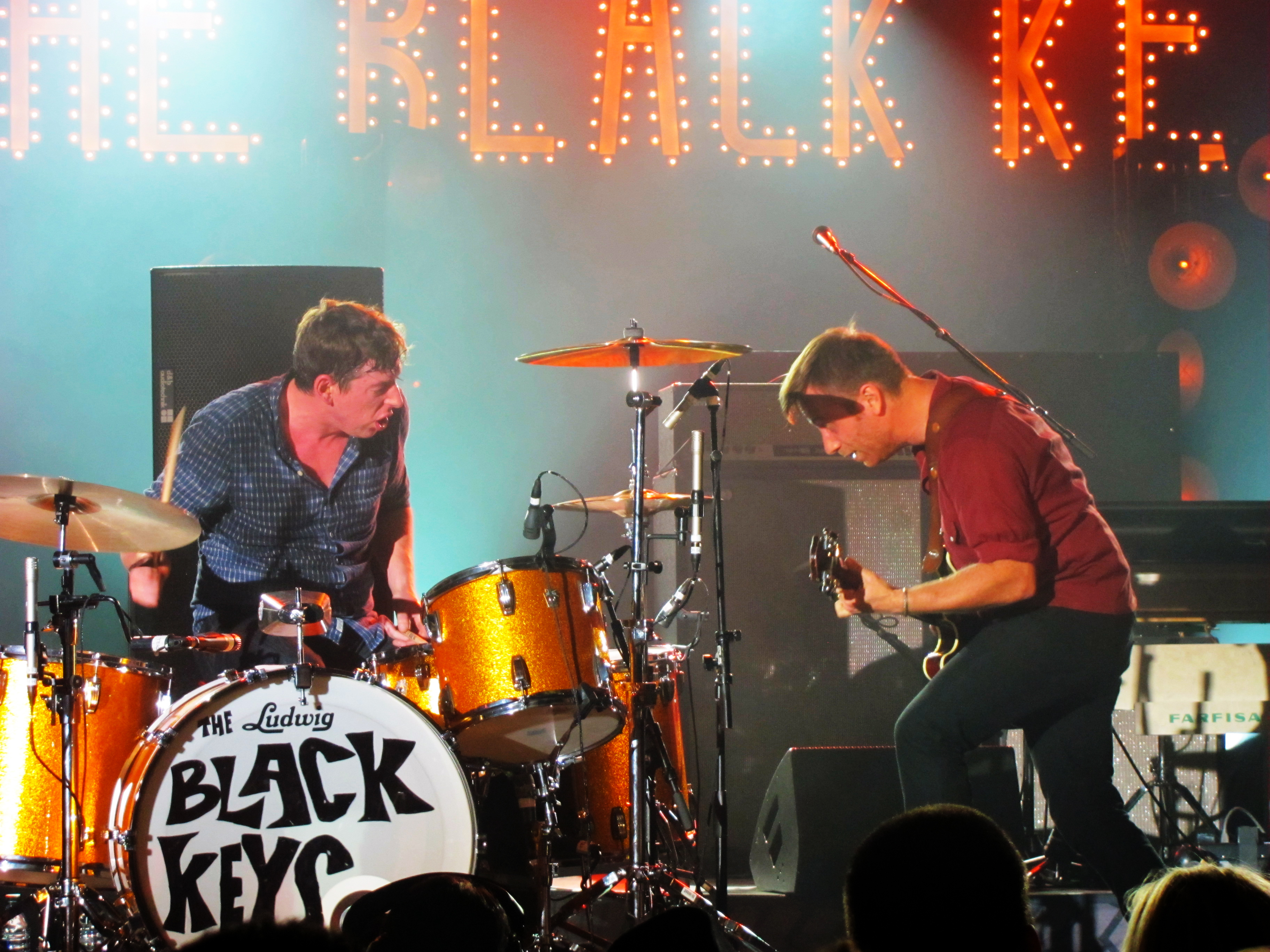
The Black Keys performing in Las Vegas in February 2011

L'èxit sobtat de la formació va resultar aclaparador, ja que es van trobar reservant compromisos promocionals addicionals i enfrontant-se a la demanda de dates de gira addicionals. El gener de 2011, el grup va cancel·lar els concerts a Austràlia, Nova Zelanda i Europa, citant l'esgotament, esborrant així la major part de la seva programació de gires a l'abril. Patrick Carney va dir: "Hem estat de gira el temps suficient per saber quan estem a punt d'arribar al nostre punt de ruptura". El desig de gravar un altre disc poc després de Brothers també va portar a la decisió. Carney va dir: "Podríem haver esperat un altre any més, i munyir l'àlbum Brothers i seguir de gira, però ens agraden les bandes, i les nostres bandes preferides creixent i encara avui, són bandes que emeten molta música i cada àlbum és diferent de l'últim".
El segon senzill de Brothers', "Howlin' for You", va ser un seguiment reeixit, aconseguint una certificació d'or als EUA. El videoclip, dirigit per Chris Marrs Piliero, parodiava tràilers de pel·lícules d'acció protagonitzats per Tricia Helfer, Diora Baird, Sean Patrick Flanery, Christian Serratos, Corbin Bernsen, Todd Bridges i Shaun White. Va ser nominat al MTV Video Music Award 2011 al millor vídeo de rock. El 2014, la formació va donar els drets de la cançó a PETA per a una campanya publicitària d'adopció d'animals.
The Black Keys van ser nominats a tres Billboard Music Awards: Millor Artista Alternatiu, i Millor Àlbum de Rock i Millor Àlbum Alternatiu per Brothers. El grup va continuar fent aparicions en festivals de música americans durant tot l'any, tocant a Bonnaroo, Kanrocksas i Outside Lands.

### El Camino(2011–2013)
El grup va gravar el seu setè àlbum, El Camino, des del mes de març fins a maig del 2011. Alternant el temps entre la gira i la gravació, la formació va passar 41 dies a Easy Eye Sound Studio, que va obrir el 2010 Auerbach a la nova ciutat del duet a Nashville, Tennessee. Per a l'àlbum, Danger Mouse va repetir el seu paper de productor i també va contribuir com a coescriptor a les 11 cançons. Després de lluitar per reescriure les cançons més lentes de "Brothers" a un entorn de concert, la formació va decidir escriure més temes d'actualització per a El Camino. El disc es basa en gèneres populars dels anys cinquanta-setanta, incloent rock and roll, glam rock, rockabilly, surf rock, i música soul. La formació va mencionar com a influències musicals del disc, incloent The Clash, The Cramps, T. Rex, Ramones, The Beatles, The Sweet, The Cars, and Johnny Burnette.

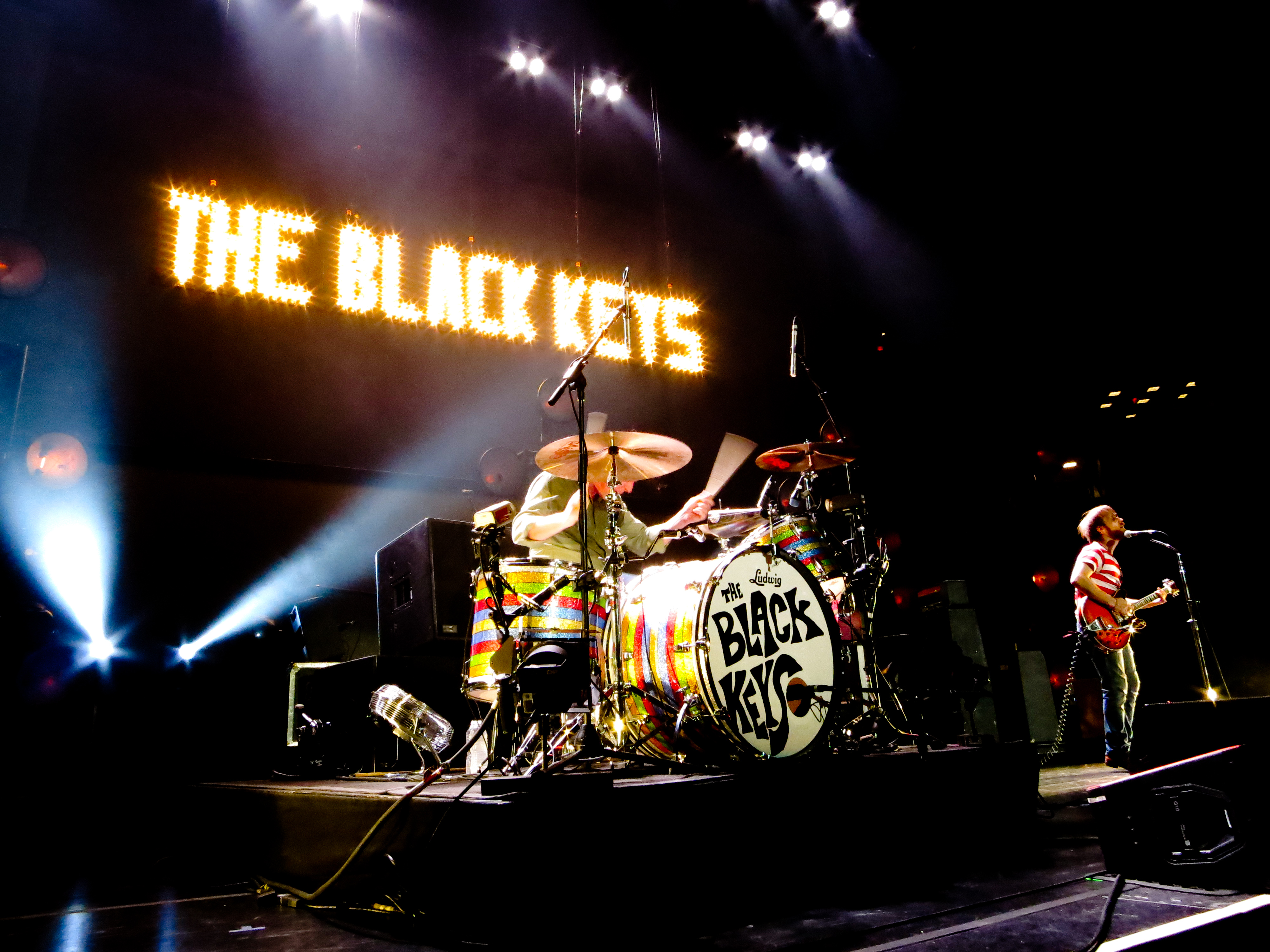
The Black Keys performing at Madison Square Garden in March 2012

"Lonely Boy" es va llançar a l'octubre com a senzill principal de l'àlbum, acompanyat d'un popular videoclip d'un home ballant i. La cançó es va convertir en el millor senzill del grup en diversos països, arribant al número 64 del 'Billboard' Hot 100, i el número 33 en el Canadian Hot 100. La cançó es va certificar nou vegades platí al Canadà, triple platí a Austràlia, platí a Nova Zelanda i or a Dinamarca. El grup va tornar al Saturday Night Live com a invitat el 3 de desembre del 2011. El Camino va ser llançat tres dies després i va rebre una àmplia aclamació de la crítica. Als Estats Units, va debutar en el número dos en el Billboard 200 i va vendre sold 206,000 còpies en la primera setmana,la posició més alta en vendes d'una setmana i (fins a aquest punt) en el gràfic que el grup ha assolit al país. Moltes publicacions, com la del Rolling Stone i el Time consideraren que El Camino estava entre els millors àlbums de l'any, malgrat que va ser llançat tard. L'àlbum va ser certificat amb el doble-platí a Àustralia, Canadà, i Nova Zelanda; platí als EUA, Regne Unit, i Irlanda; i or a Bèlgica, els Països Baixos, i França.

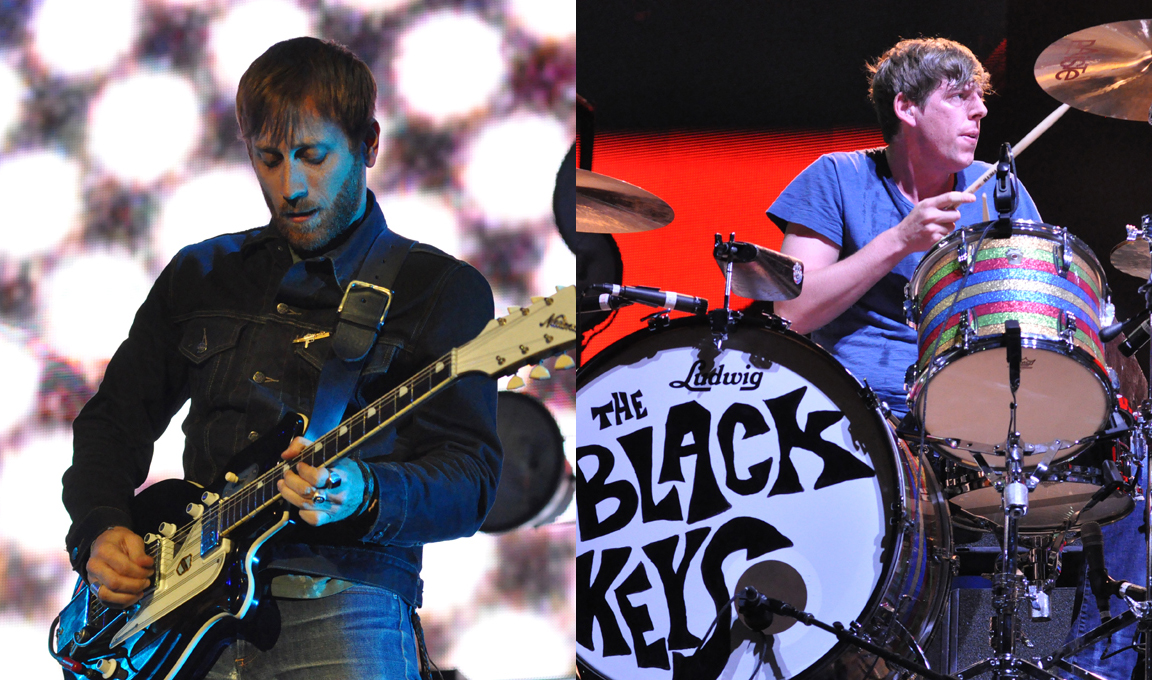
The Black Keys during their headline appearance at Coachella in April 2012

En l'any 2012, el grup va començar la seua primera gran gira de la seua carrera, El Camino Tour, tocant a Europa i Nord Amèrica. Després que les entrades eixiren a la venda, el concert al Madison Square Garden es va vendre en 15 minuts. Tal com havien fet en l'anterior tour, el grup va afegir per als concerts al baixista Gus Seyffert i el pianista i guitarrista John Wood. El segon single de l'àlbum, "Gold on the Ceiling", com el seu predecessor, va estar en el número 1 en la llista d'Alternative Songs i va certificar el platí a Austràlia i el Canadà. El grup va acudir a diferents festivals com el Festival de Catalpa, Coachella, Memphis in May (en 2013), Lollapalooza, i Osheaga. En l'entrega de premis dels Gramy del 2013, El Camino i "Lonely Boy" van ser nominats en cinc categories i van guanyar en tres d'elles: millor àlbum de rock, mentre que "Lonely Boy" va guanyar el Grammy per la millor interpretació de rock i la millor cançó de rock.

### Turn Blue(2013–2015)
Per al vuitè àlbum d'estudi, Turn Blue, el grup va col·laborar una vegada més amb Danger Mouse, qui va coproduir l'àlbum i coescriure algunes cançons. Va ser gravat principalment a la Sunset Sound a Hollywood, Califòrnia, entre juliol i agost del 2013, amb l'addicional gravació al Key Club a Benton Harbor, Michigan, i al Nashville's Easy Eye Sound a principis del 2014. L'àlbum va ser anunciat en March del 2014 a través del compte de Twitter de Mike Tyson, que incloïa un enllaç d'un teaser en YouTube interpretant a un hipnotitzador, i va ser publicat el dia 13 de maig del 2014. La gravació exhibia rock psicodèlic i influències del soul però amb tons més melancòlics, degut en part a que Auerbach estava en tràmits de divorci amb la seua esposa durant la gravació de l'àlbum. El primer single, "Fever" va ser publicat el dia 24 de març, Mentre que el segon single, "Turn Blue", va sortir el 14 d'abril. L'àlbum va debutar en el número u als Estats Units i Austràlia, el primer disc de la formació en encapçalar les llistes d'àlbums en els dos països; 164,000 còpies van ser venudes als Estats Units en la primera setmana. L'àlbum va ser nominat per al Millor Grammy al Millor Àlbum de Rock, també va ser nominada la cançó "Fever" al Grammy a la Millor Cançó de Rock i Grammy a la Millor Interpretació. En maig de 2014, The Black Keys va realitzar una gira mundial per a promocionar l'àlbum amb el grup Cage the Elephant, el cantant Jake Bugg i la cantant St. Vincent. Molts concerts van ser cancel·lats perquè, Carney, el bateria, es va trencar el muscle durant unes vacances a Saint Barthélemy en gener de l'any 2015. Després de concloure el tour a l'Outside Lands Music and Arts Festival en agost del 2015, el grup va començar una llarga interrupció hiatus.

### Interrupció, projectes paral·lels iLet's Rock(2015–2019)
Durant el parèntesi de la formació, Auerbach i Carney s'involucraren pel seu compte en diversos projectes musicals. Auerbach formà the Arcs en 2015, el qual publicà el seu àlbum debut, Yours, Dreamily, en el mes de setembre. També va publicar el seu segon àlbum en solitari, Waiting on a Song, en 2017, i contribuí en els àlbums fet per The Pretenders, A$AP Rocky i Jake Bugg. Mentrestant, Carney treballà com a productor en àlbums de Tobias Jesso, Jr. i Karen Elson, i compongué una cançó per a una sèrie deNetflix: BoJack Horseman amb el seu oncle Ralph Carney. En 2017, Carney col·laborà com coautor, productor, i bateria en Hopeless Romantic, el primer àlbum d'estudi de Michelle Branch en 14 anys. After beginning a relationship while working on the album, the two were engaged in July 2017.
En March 7, 2019, the Black Keys publicà el senzill "Lo/Hi", el primer després de cinc anys. Una setmana després anunciaren una gira pel nord dels EUA amb la formació Modest Mouse. El 25 d'abril, the Black Keys publicaren el segon senzill "Eagle Birds", del novè àlbum Let's Rock que sortirà a la venda el 28 de juny.

### Delta Kream(2021)
El 13 d'abril de 2021, the Black Keys va anunciar un nou àlbum que compren 11 versions de hill country blues titulat Delta Kream. Va eixir a la venta el 14 de maig de 2021. És el segon àlbum dedicat a aquest estil de música, seguit de Chulahoma, l'EP de 2006. L'anunci va ser a través del club de fans Lonely Boys and Girls fan club. La cançó que obri l'àlbum és de John Lee Hooker: "Crawling Kingsnake".

### Dropout Boogie(2022)
The Black Keys van publicar en març “Wild Child”, el primer avançament del seu últim àlbum titula "Dropout Boogie". Aquest és el primer disc d'originals de la formació des del "Let's Rock" de 2019. "Dropout Boogie" va ser e publicat el 13 de maig a través de Nonesuch, just vint anys després de la publicació del seu àlbum, "The Big Come Up". En el disc trobem l'esforç del duo d'Akron (Ohio) per recuperar les arrels de la formació. "Dropout Boogie" ha comptat amb la col·laboració d'artistes com Greg Cartwright (Reigning Sound), Billy F. Gibbons (ZZ Top) i Angelo Petraglia (Kings Of Leon). El primer single “Wild Child”, va arribar acompanyat d'un videoclip dirigit per Bryan Schlam. Cartwright i Petraglia apareixen en aquest primer avançament de la formació.
La formació reincideix en terrenys coneguts, amb especial inclinació pel swamp i el boogie del sud dels Estats Units. Ofereixen bones cançons com "For the love of money", “Baby I’m Coming Home”, “Burn The Damn Thing Down“ o “It Ain’t Over”.

### Ohio PlayeriNo rain, no flowers(2024-present)
El 12 de gener del 2024, el grup va llançar el single "Beautiful People (Stay High)", extreta del seu següent àlbum d'estudi: Ohio Players.
El 12 de gener del 2024, el grup va llançar el single "Beautiful People (Stay High)", taken from their forthcoming studio album Ohio Players. L'àlbum es va publicar el 5 d'abril de 2024 en serveis de streaming, així com en vinil, CD i casset. L'àlbum va ser ben rebut, i una crítica diu que els Black Keys han "tornat a trobar l'alegria musical creativa".
El març de 2024, la banda va aparèixer al SXSW 2024, participant en una entrevista a l'escenari durant un acte inaugural. El documental "This Is a Film About the Black Keys", dirigit per Jeff Dupre, es va estrenar com a part del festival de cinema. En abril del 2024 van anunciar un tour pels Estats Units amb el nom d'International Players Tour, però va ser cancel·lat en maig. El juny de 2024, la banda es va separar dels seus mànagers, Irving Azoff i Steve Moir. Les especulacions mediàtiques van qüestionar si els canvis de gira i la marxa de la direcció es van deure a la mala venda d'entrades, a la qual cosa Carney finalment va respondre a les xarxes socials dient: "Estem fotuts. Us farem saber a tots perquè no us passe a vosaltres. Estigueu atents".
A finals del 2024, la banda va llançar els senzills "Mi Tormenta" amb DannyLux i "Stay in Your Grave" amb Alice Cooper com a avançament de la "Trophy Edition" de luxe d'"Ohio Players". La banda va ser anunciada per a un concert al "2024 America Loves Crypto Tour" a l'Akron Civic Center. La reserva va ser criticada per la revista d'estil de vida GQ a causa de la relació de la gira amb els comitès d'acció política que finançaven polítics partidaris de les criptomonedes a les eleccions nord-americanes de 2024. En una entrevista posterior amb Rolling Stone, la banda va explicar els detalls de la cancel·lació de la seva gira del 2024 a causa de les baixes vendes i va justificar el concert de criptografia com una manera d'obtenir alguns ingressos per compensar el personal que treballava en la gira cancel·lada del 2024. La banda va criticar Live Nation Entertainment per accions monopolístiques contra els músics i va declarar la seva creença que l'entorn de les gires del 2024 s'estava tornant hostil als artistes.
During the cancellation of the 2024 tour, the band returned to studio to record the album No Rain, No Flowers, which will be released on August 8, 2025, via Easy Eye Sound and Warner Records. També es va anunciar una gira d'acompanyament per a "No Rain, No Flowers", i el 7 de febrer van publicar el primer senzill de l'àlbum, "The Night Before". Un segon senzill, "Babygirl", va seguir el 21 de març. El tercer single, que dona nom a l'àlbum, va ser llançat el 16 de maig 16.
El 8 d'agost van publicar el tretzè àlbum.

## Membres
| - Dan Auerbach – guitarra, veus, baix, teclats (des del 2001) - Patrick Carney – bateria, percussió (des del 2001) Nous músics de gira - Steve Marion – guitarra (2019–2020) - Zach Gabbard – baix, veus (des del 2019) - Andy Gabbard – guitar, veus (des del 2019) - Chris St. Hilaire – percussió, veus (des del 2022) | Antics músics de gira - Nick Movshon – baix (2010) - Leon Michels – teclats, pandereta (2010) - Gus Seyffert – baix, veus (2010–2013) - John Clement Wood – teclats, veus, guitarra, pandereta (2010–2015) - Richard Swift – baix, veus |

## Estil
Una de les principals característiques de la formació és la seva predilecció per l'ús de tècniques de gravació de baixa fidelitat, com lús de gravadores de cinta i efectes analògics. Ells mateixos duen a terme la majoria de gravacions, la producció i la mescla dels seus treballs.
Una gran part de l'àlbum Thickfreakness va ser gravat en només 14 hores al soterrani de Carney amb una gravadora de vuit pistes Tascam 388 dels anys vuitanta. Algunes vegades experimenten amb tècniques de producció i gravació poc habituals com per exemple deixar sorolls de fons.

## Discografia

### Àlbums
- The Big Come Up (2002)
- Thickfreakness (2003)
- Rubber Factory (2004)
- Magic Potion (2006)
- Attack and Release (2008)
- Brothers (2010)
- El Camino (2011)
- Turn Blue (2014)
- Let's Rock (2019)
- Delta Kream (2021)
- Dropout Boogie (2022)
- Ohio Players (2024)

### EPs
- The Moan - CD (19 de gener de 2004, Alive Records)
- Chulahoma: The Songs of Junior Kimbrough - CD (2 de maig de 2006, Fat Possum Records)
- Leavin' Trunk/She Said, She Said - Vinil de 7" (Octubre de 2003, Isota Records)

### Discs En Directe
- Live in Austin, TX (2006)

## Videografia

### DVD
- Thickfreakness In Austin - DVD5 (7 de setembre de 2004, Jumper Productions) (limitat a 10,000 copias)
- Live - DVD5 (4 d'octubre de 2005, Fat Possum Records/Ryko)
- Austin City Limits Music Festival 2005 - 2DVD5 (20 de juny de 2006, Image Entertainment)
- Set You Free

### Vídeos musicals
- Set You Free (Thickfreakness, 2003)
- 10am Automatic (Rubber Factory, 2004) - Dirigit per David Cross
- Your Touch (Magic Potion, 2006)
- Tighten Up (Brothers, 2010)
- Too Afraid To Love You (Brothers, 2010)
- Howlin' For You (Brothers, 2010)
- Lonely Boy (El Camino, 2011)
- Gold On The Ceiling (El Camino, 2011)

## Guardons
Premis
- 2013: Grammy al millor àlbum de rock